# Acontista minima
Acontista minima är en bönsyrseart som beskrevs av Giglio-tos 1915. Acontista minima ingår i släktet Acontista och familjen Acanthopidae. Inga underarter finns listade i Catalogue of Life.